# يوكي فوجيموتو
يوكي فوجيموتو (باليابانية: 藤本 雄基) (مواليد 5 مايو 1986)، هو لاعب كرة قدم سابق كان يلعب كلاعب وسط.

## وصلات خارجية
- يوكي فوجيموتو على موقع قاعدة بيانات كرة القدم.إي يو (الإنجليزية)
- يوكي فوجيموتو على موقع Soccerway.com (الإنجليزية)